# Senga Hill
Senga Hill ist einer von zwölf Distrikten in der Nordprovinz in Sambia. Er hat eine Fläche von 5184 km² und es leben 126.310 Menschen in ihm (2022). Der Distrikt wurde am 3. Juni 2016 durch Abtrennung vom Distrikt Mbala gegründet.

## Geografie
Die gesamte Landfläche beträgt 5338 Quadratkilometer und er liegt auf einer durchschnittlichen Höhe von 1500 m über dem Meeresspiegel. Senga Hill befindet sich etwa 1070 km von Lusaka und 200 km von Kasama, der Provinzhauptstadt der Nordprovinz, entfernt. Der Distrikt Senga Hill grenzt im Norden an Mbala, im Osten an Nakonde, im Süden an Mungwi, im Südwesten an Lunte und im Nordwesten an Mpulungu. Im Nordosten grenzt er an die Distrikte Kalambo und Momba in der Republik Tansania. Der Distrikt ist in neun Wards aufgeteilt. Senga Hill befindet sich auf einem Hochplateau mit riesigen unbebauten Flächen. Er wird von dem Flüssen Chambeshi und Luombe durchquert.

## Klima
Das Gebiet hat tropisches Klima. Das Plateauklima ist fast mediterraner Natur. Das Gebiet hat eine jährliche Niederschlagsmenge von etwa 1240 mm. Die Regenzeit dauert normalerweise von November bis April.

## Wirtschaft
Landwirtschaft ist die primäre Ressource in Senga Hill. Die Hauptkulturen sind Mais, Bohnen, Erdnüsse und Hirse. Große Einkaufszentren und industrielle Agrarbetriebe fehlen in dem Distrikt.

## Infrastruktur
Der Distrikt ist weder an das nationale Stromnetz noch an ein Leitungswassersystem angeschlossen. Er hängt von Bohrlöchern und offenen Brunnen ab. Senga Hill verfügt über ein kleines Krankenhaus mit vollwertiger Ausstattung. In dem Distrikt gibt es 6 Sekundarschulen und 59 Grundschulen. Senga Hill ist mit allen drei nationalen Mobilfunkanbietern verbunden.